# 1759년
1759년은 월요일로 시작하는 평년이다.

## 연호
- 청(淸) 건륭(乾隆) 24년
- 일본(日本) 호레키(宝暦) 9년
- 후 레 왕조(後黎朝) 까인흥(景興) 20년

## 기년
- 류큐(琉球) 쇼보쿠왕(尚穆王) 8년
- 청(淸) 고종 건륭제(高宗 乾隆帝) 24년
- 조선(朝鮮) 영조(英祖) 35년
- 후 레 왕조(後黎朝) 현종(顯宗) 20년

## 사건
- 청나라, 방범이인장정(防範夷人章程)이라는 규칙을 제정하여 외국인의 생활을 엄격히 제한하였다.

## 탄생
- 1월 5일 - 방데 반란의 지도자 자크 카텔리노. (~1793년)
- 1월 25일 - 스코틀랜드 출신 영국의 시인이자 서정시인(작사가) 로버트 번스. (~1922년)
- 11월 10일 - 독일 고전주의 극작가 프리드리히 실러. (~1805년)

### 미상
- 조선 후기의 천주교 순교자 윤지충. (~1791년)